# Tonda di Berlino
La patata tonda di Berlino, è una varietà di patata di origine tedesca.
Il suo nome originale è Böhms Allerfrüheste Gelbe (gialla precocissima) ed è stata ottenuta nel 1922, dall'incrocio fra le varietà Industrie e Böhms.
In Italia è stata importata tra gli anni trenta e gli anni cinquanta, diffondendosi principalmente sulla montagna genovese ed in provincia di Rieti (era la varietà utilizzata per la patata di Leonessa).
Ha assunto diversi nomi: Deberlìnna, Tedesca, Tombarlìnn-a.
Si coltiva ancora a Cavorsi nel comune di Torriglia.
Con la varietà Majestic, probabilmente è stata una delle prime varietà straniere utilizzate nella coltivazione su base industriale.

## Caratteristiche
- forma = tubero tondo, medio-piccolo, regolare;
- buccia = chiara, giallognola, liscia, gemme chiare
- polpa = gialla;

La pianta ha un germoglio verde ed il fiore è bianco.

## Utilizzi
In cucina, è adatta per tutti gli usi.